# Myiornis atricapillus
La mosqueta capirotada (Myiornis atricapillus), también denominada tirano enano gorrinegro (en Panamá y Ecuador), mosquerito colicorto (en Costa Rica y Nicaragua), tiranuelo capirotado (en Colombia) o pico chato pigmeo de capa negra, es una especie de ave paseriforme de la familia Tyrannidae perteneciente al género Myiornis. Es nativa del centro este de América Central y noroeste de América del Sur.

## Distribución y hábitat
Se distribuye por la pendiente caribeña desde el extremo sureste de Nicaragua (con registros más recientes), por Costa Rica y Panamá hasta el norte de Colombia, y por la pendiente del Pacífico desde el este de Panamá (Darién), por el oeste de Colombia, hasta el noroeste de Ecuador.
Esta especie es considerada localmente bastante común en su hábitat natural: los bordes de selvas húmedas de tierras bajas y de estribaciones montañosas, hasta los 800 m de altitud.

## Características
Es una de las aves paseriformes más pequeñas, mide 6,5 cm de longitud y pesa solo 5,2 g. La hembra incuba dos huevos de color marrón durante 16 días, se alimentan de pequeños insectos. Viven en nidos colgantes con forma de bolsa que miden unos 15 cm y la entrada es lateral y redonda.

## Sistemática

### Descripción original
La especie M. atricapillus fue descrita por primera vez por el ornitólogo estadounidense George Newbold Lawrence en 1875 bajo el nombre científico Orchilus atricapillus; la localidad tipo es «Angostura y 'Volcán de Irazii' = Talamanca, Costa Rica.»

### Etimología
El nombre genérico masculino «Myiornis» se compone de las palabras del griego «μυια muia,  μυιας muias» que significa ‘mosca’, y «ορνις ornis, ορνιθος ornithos» que significa ‘ave’; y el nombre de la especie «atricapillus» se compone de las palabras del latín «ater» que significa ‘negro’, y «capillus», que significa ‘cabello’.

### Taxonomía
Es monotípica.